# Snorralaug

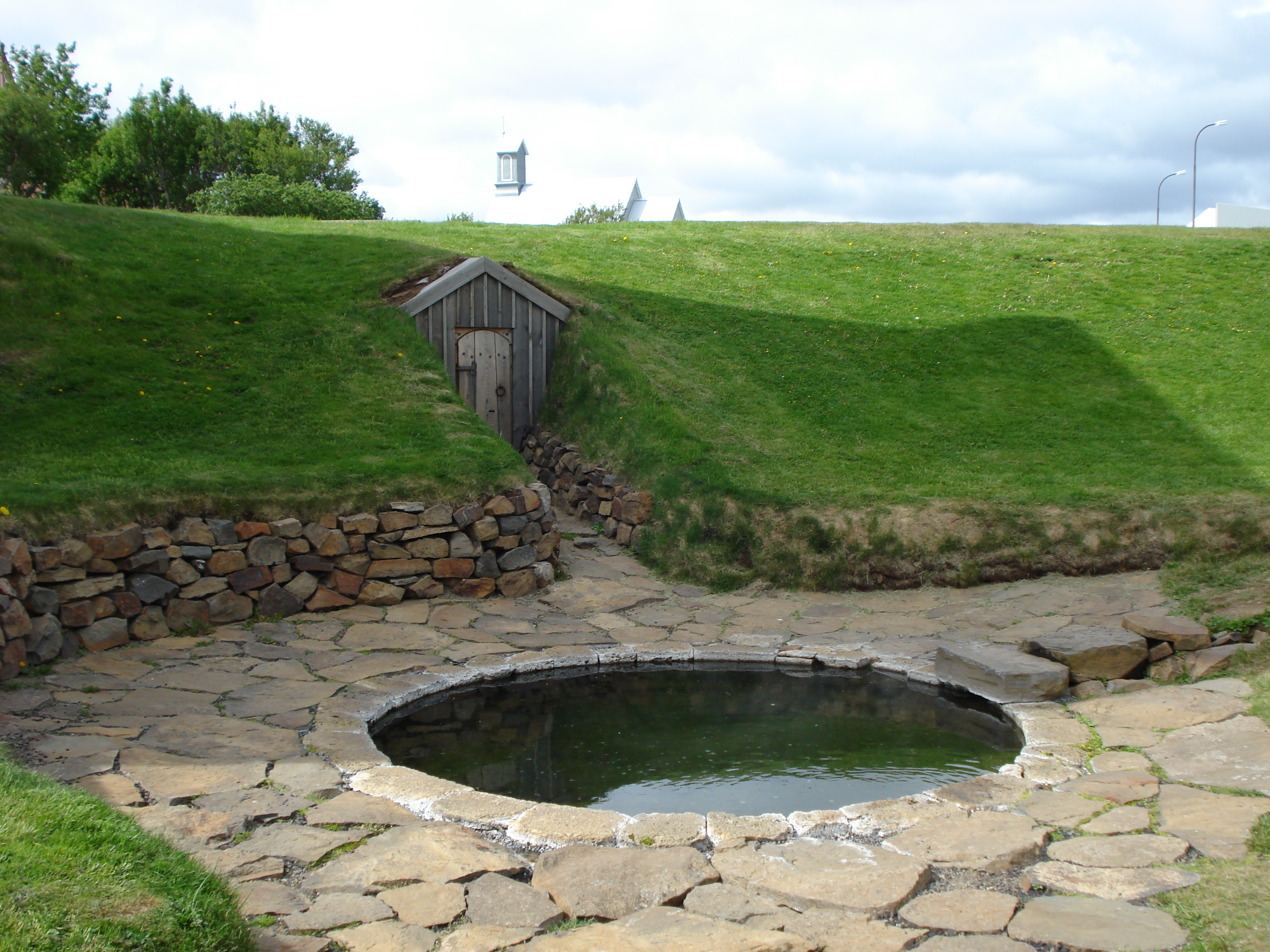
Snorralaug, Snorris Bad

Die Snorralaug in Reykholt war im 13. Jahrhundert der Hot Pot (Bad) von Snorri Sturluson und ist das bekannteste von dreizehn Bädern in Island, die man schon aus geschichtlicher Zeit kennt. Nur vier von diesen gibt es heute noch.
Das Bad hat einen Durchmesser von vier Metern und ist bis zu einem Meter tief.